# Distrito electoral de Concord (condado de Morgan, Illinois)
Concord (en inglés: Concord Precinct) es un distrito electoral ubicado en el condado de Morgan en el estado estadounidense de Illinois. En el Censo de 2010 tenía una población de 451 habitantes y una densidad poblacional de 5,03 personas por km².

## Geografía
Según la Oficina del Censo de los Estados Unidos, tiene una superficie total de 89.65 km², de la cual 89.56 km² corresponden a tierra firme y (0.1%) 0.09 km² es agua.

## Demografía
Según el censo de 2010, había 451 personas residiendo. La densidad de población era de 5,03 hab./km². De los 451 habitantes, estaba compuesto por el 96.45% blancos, el 2.44% eran afroamericanos, el 0.67% eran amerindios, el 0% eran asiáticos, el 0.44% eran isleños del Pacífico, el 0% eran de otras razas y el 0% pertenecían a dos o más razas. Del total de la población el 0% eran hispanos o latinos de cualquier raza.